# زهير فضال
زهير فضال (بالإسبانية: Zouhair Feddal) هو لاعب كرة قدم مغربي من مواليد 23 ديسمبر 1989 بمدينة تطوان ، يشغل مركز الدفاع يلعب لصالح نادي بلد الوليد الإسباني و مع منتخب المغرب لكرة القدم.

## المسيرة الاحترافية
| المسيرة الاحترافية | المسيرة الاحترافية | المسيرة الاحترافية | المسيرة الاحترافية | المسيرة الاحترافية |
| ------------------ | ------------------ | ------------------ | ------------------ | ------------------ |
| سنوات              | فريق               | مشاركات            | (أهداف)            |                    |
| 2012–2011          | إسبانيول           | 17                 | (0)                |                    |
| 2012-2013          | الفتح الرباطي      | 31                 | (3)                |                    |
| 2013-2015          | نادي بارما         | 19                 | (0)                |                    |
| 2013-2014 (إعارة)  | نادي سيينا         | 39                 | (1)                |                    |
| 2014-2015 (إعارة)  | نادي باليرمو       | 10                 | (0)                |                    |
| 2015-2016          | نادي ليفانتي       | 29                 | (1)                |                    |
| 2016-2017          | ديبورتيفو ألافيس   | 33                 | (2)                |                    |
| 2017-2020          | ريال بيتيس         | 62                 | (5)                |                    |
| 2020-              | سبورتينغ لشبونة    | 55                 | (2)                |                    |
| المنتخب الوطني     |                    |                    |                    |                    |
| 2012-              | المغرب             | 22                 | (1)                |                    |

## الإنجازات

### النادي
ديبورتيفو ألافيس
- كأس ملك إسبانيا الوصيف : 2017

 سبورتينغ لشبونة.
- الدوري البرتغالي : 2021[6]
- كأس الدوري البرتغالي : 2021، 2022[7]
- كأس السوبر البرتغالي : 2021[8]

### فردية
- تشكيلة الموسم في الدوري البرتغالي: 2021[9]

## روابط خارجية
- زهير فضال على موقع الاتحاد الدولي (مؤرشف)  (الإنجليزية)
- زهير فضال على موقع قاعدة بيانات كرة القدم.إي يو (الإنجليزية)
- زهير فضال على موقع ناشيونال فوتبول تيمز (الإنجليزية)
- زهير فضال على موقع Soccerbase.com (لاعب) (الإنجليزية)
- زهير فضال على موقع Soccerway.com (الإنجليزية)
- زهير فضال على موقع كووورة
- زهير فضال على موقع أوليمبيديا (الإنجليزية)
- زهير فضال على موقع AS.com (الإسبانية)
- Ficha en Calcio
- El Levante rompe la hucha con Zou Feddal